# Cican Stankovic
Cican Stanković (Bijeljina, 1992. november 4. –) osztrák–bosnyák–szerb labdarúgó, az AÉK játékosa.

## Pályafutása
Alsó-ausztria különféle ifjúsági csapataiban játszott, mielőtt csatlakozott az SV Horn ifjúsági csapatához. 2009 és 2013 között volt az első csapat tagja. Az SV Grödig játékosa lett utána, ahol Kevin Fend-t váltotta. 2014 augusztusában bejelentették, hogy a következő szezontól már a RB Salzburg csapatát fogja erősíteni. 2019 márciusában meghosszabbították a szerződését 2023. május 31-ig. 2021. május 31-én a görög AÉK csapata megállapodott a Salzburg az átigazolásról. Stanković négy évre írt alá új klubjához.
2014-ben három alkalommal lépett pályára az osztrák U21-es labdarúgó-válogatottban. 2018-ban több alkalommal is a kispadon kapott lehetőséget a felnőttek között. 2019. szeptember 6-án mutatkozott be Lettország elleni 2020-as labdarúgó-Európa-bajnokság selejtező mérkőzésén.

## Sikerei, díjai
Horn
- Osztrák Regionalliga East bajnok: 2011–12

 Red Bull Salzburg
- Osztrák Bundesliga bajnok: 2015–16, 2016–17, 2017–18, 2018–19, 2019–20, 2020–21
- Osztrák kupagyőztes: 2015–16, 2016–17, 2018–19, 2019–20, 2020–21

## Külső hivatkozások
- Cican Stanković adatlapja az OEFB oldalán (németül)
- Cican Stanković adatlapja a Transfermarkt oldalán (angolul)
- Cican Stankovic adatlapja a Soccerway oldalon (angolul)